# Registro Único de Animales de Compañía
El Registro Único de Animales de Compañía o por sus siglas RUAC es un sistema de registro de animales de compañía creado por la Agencia de Atención Animal de la Ciudad de México (AGATAN), y tiene como objetivo promover la tenencia responsable de animales de compañía y protegerlos del maltrato y el abandono.

## Objetivos
Los objetivos del RUAC son:
- Promover la tenencia responsable de animales de compañía: el RUAC es una herramienta que ayuda a los propietarios de mascotas a cumplir con sus obligaciones legales y a proporcionar a sus mascotas un buen cuidado.
- Proteger los animales de compañía del maltrato y el abandono: el RUAC facilita el rastreo de los animales perdidos o abandonados, lo que ayuda a protegerlos de estos abusos.
- Mejorar la salud pública: el RUAC ayuda a controlar la propagación de enfermedades transmitidas por animales, como la rabia.

## Alcance
El RUAC está disponible en la Ciudad de México. Pueden registrarse en el RUAC todos los animales de compañía, incluyendo perros, gatos, aves, peces, reptiles y otros que se encuentren dentro de las demarcaciones del estado y posean un código postal verificable.

## Funcionamiento
Para registrarse en el RUAC, los propietarios de mascotas deben presentar una solicitud en línea o en persona en una oficina de la SEMARNAT. La solicitud debe incluir los datos del animal, como su identificación, su propietario, sus vacunas y su estado de salud.
Una vez que la solicitud es aprobada, el animal se registra en el RUAC y se le asigna un número de identificación. El propietario del animal recibe un certificado de registro que debe conservar.